# Пластуни (козаки)
Пластуни́ — запорізькі та кубанські (чорноморські) козацькі розвідники, що пересувалися плазом, аби уникнути виявлення ворогом, а також добровільна сторожа, суміщена з мисливством та рибальством.

## Історія
Докладний опис пластунства у своїй етнографічній розвідці «Пластуни» залишив нам нащадок запорозького роду Яків Герасимович Кухаренко — класик української кубанської літератури, генерал-майор російської армії, з 1851 по 1852 рр. — наказний отаман Азовського козацького війська, з 1852 по 1856 рр. — наказний отаман Чорноморського козацького війська, а з 1861 року — начальник Нижньокубанської кордонної лінії. Пластунами, за його словами, на Запоріжжі були спеціальні мисливці-розвідники, які в Дніпровських плавнях полювали на дичину та висліджували ворога, що намагався непомітно проникнути в козацькі землі:
| Якъ піхо́ті, такъ и комінника́мъ, вільно було́ въ ми́рне вре́мня займа́тьця — кому́ риба́льствомъ, кому пластунство́мъ; а реме́сні козаки́ (2) зостава́лисъ въ Січі. Пластуни́ стріля́ли ди́кий звірь, яко́го тоді въ дніпро́вихъ пла́вняхъ було́ дово́лі. Пластуна́ми, ка́жуть, зва́лись за те, що непосидя́чі були́, все ве́штались по пла́вняхъ и якъ більше імъ прихо́дилось міси́ть грязь, ніжъ ходи́ть по сухо́му, сирічъ пла́стать, то й прозвались пластуна́ми. |
| |

Також в цьому творі Я. Кухаренко описує життя кубанських пластунів.

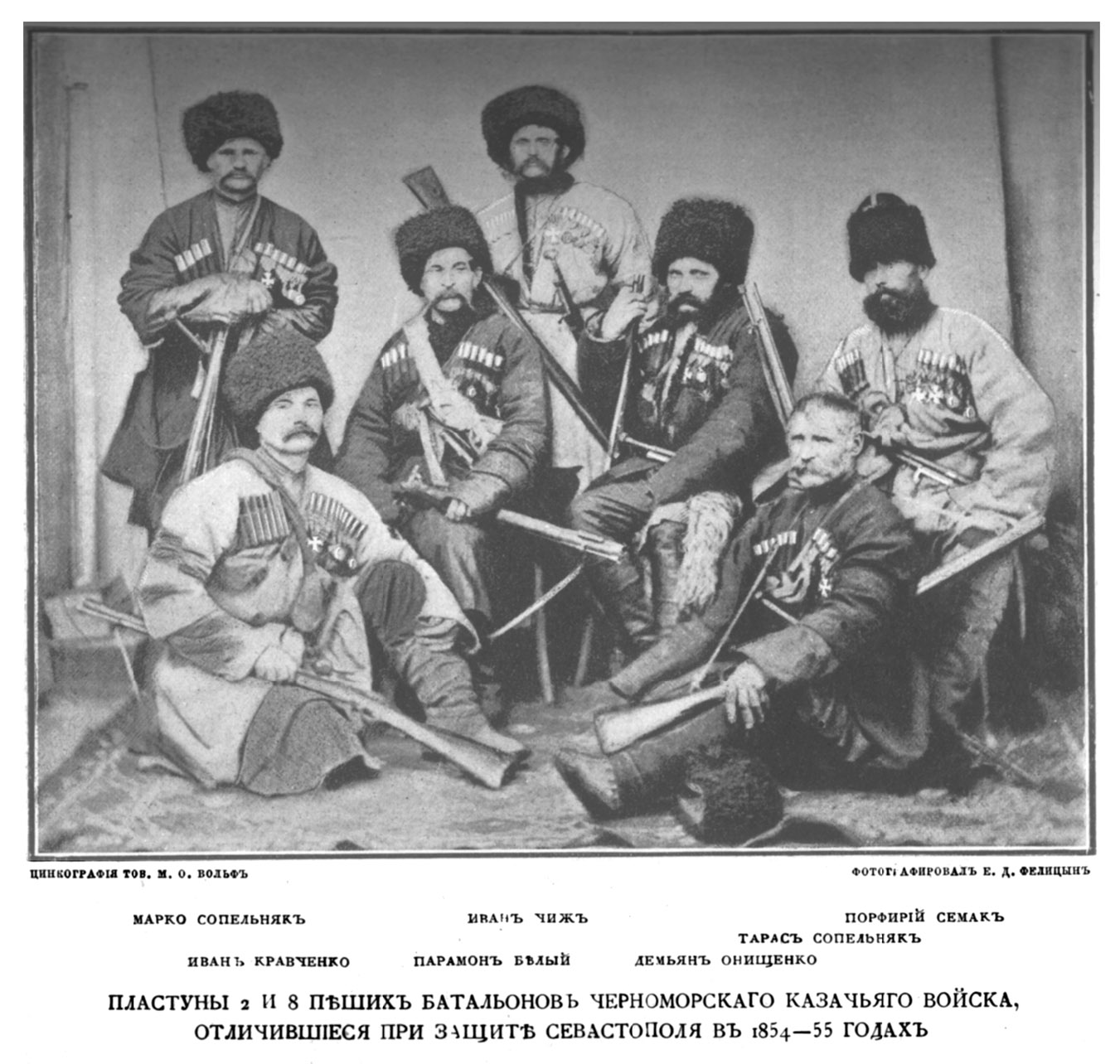
Пластуни, які відзначилися при захисті Севастополя в 1854—1856 рр. під час Кримської війни. Зліва направо: Марко Сопільняк (Сопельняк), Іван Кравченко, Парамон Бєлий, Іван Чиж, Дем'ян Онищенко, Тарас Сопільняк (Сопельняк), Порфирій Сємак

Про існування пластунства на самих початках появи козаків свідчить опис пластунів, зроблений хорунжим Кубанського козацького війська Віталієм Яковичем Червінським в його книзі «Памятка Кубанскаго казачьяго войска»:

| Пластуни ж існували давно. Як тільки почав існувати козак, тут же з'явився і пластун, і починаючи від перших днів Запорожжя[5] і до наших днів, частина козаків виконувала роль пластунів. В Запорізькій Січі був навіть окремий курінь Пластунівський. Слово пластун виникло від слова "пласт" і означало людину, котрій доводилось в більшості випадків працювати повзком, лежати пластом. Цю назву і призначення отримували найвідважніші і найспритніші козаки; вони були вухами і очима решти козацького товариства і під їх охороною козаки могли вільно займатися справою або бенкетувати, не побоюючись бути зненацька заскоченими ворогами. Повзком, притулившись до землі, прихований густою травою, прокрадався пластун до самого неприятеля, виглядав все, що йому було потрібно і відходив так само непомітно. По кілька годин лежав він ницьма, сховавшись за купиною або кущем, причікуючи непроханого гостя. В пластуни на Запоріжжі йшли по охоті, або за наказом Ради. Як тільки Запоріжжя закінчило своє існування і воскресло військо вірних козаків, на місце Запорізьких пластунів з'явилися пластуни вірних козаків, котрі працювали на березі Бугу, Дунаю, а пізніше, коли перейменовані в Чорноморське військо і переселені на Кавказ козаки поселилися на берегах Кубані, пластуни почали влаштовувати свої залоги на березі Кубані. Умови їх діяльності ніскільки не змінилися. |
| Переклад оригінальної цитати з Тарас КАЛЯНДРУК. Історія пластунів та їх звичаї. Журнал "Воєнна історія" №5_6 за 2003 рік |
Оригінальний текст (рос. дореф.)
[{| align="center" style="border-collapse:collapse; border-style:none; background-color:transparent;color: inherit;" class="cquote"
|
| Пластуны же существовали давно. Какъ только началъ существовать казакъ, тутъ же явился и пластунъ, и, начиная отъ временъ Запорожья и до нашихъ дней, часть казаковъ исполняла роль пластуновъ. Въ Запорожской сѣчи былъ даже отдѣльный курень пластуновскій. Слово пластунъ произошло отъ слова «пластъ» и означало человѣка, которому приходилось въ большинств случаевъ работать: ползкомъ, лежать пластомъ. Это названіе и назначеніе получали отважнѣйшіе и самые ловкіе казаки; они были ушами и глазами остальныхъ товарищей казаковъ и подъ ихъ охраною казаки могли свободно заниматься дѣломъ или бражничать, не опасаясь быть накрытыми непріятелемъ врасплохъ. Ползкомъ, прильнувъ къ землѣ, скрытый густою травою, подбирался пластунъ къ самому непріятелю, высматривалъ все, что ему было нужно и уходилъ также не замѣтно. По нѣсколько часовъ лежалъ онъ ничком, спрятавшисьза кочкою или кустомъ, поджидая непрошеннаго гостя. Въ пластуны въ Запорожьѣ шли или по охотѣ, или по приговору рады. Какъ толъко Запорожье кончило свое существованіе и воскресло войско вѣрныхъ казаковъ. на мѣсто Запорожскихъ пластуновъ явились пластуны вѣрныхъ казаковъ, которые работали по берегу Буга, Дуная, а впослѣдствіи, когда переименованные въ Черноморское войско и переселенные на Кавказъ, казаки поселились на берегахъ Кубани, пластуны начали устраивать свои залоги на берегу Кубани. Условія ихъ дѣятельности нискольки не измѣнились.
Червинскій В. Памятка Кубанскаго казачьяго войска. - СПб., 1896 с.35-36 
|
|-

|}] Помилка: [undefined] Помилка: {{Lang}}: немає тексту (допомога): невпізнаний код мови: ru-dor (допомога)

Після ліквідації Запорозької Січі пластуни продовжували служити в Чорноморському козацькому війську, а згодом в Кубанському козацькому війську.
Пластуни як окремі підрозділи козацьких військ відзначилися в Кавказькій війні Російської імперії, при захисті Севастополя в 1854—1856 рр. під час Кримської війни, в російсько-турецькій війні (1877—1878), російсько-японській війні 1904—1905 і Першій світовій війні.
Під час німецько-радянської війни назву «пластунських» мали деякі козацькі батальйони, полки і 9-а пластунськая стрілецька дивізія, які комплектувалися переважно кубанськими козаками.
Кубанська станиця Пластуновська названа на честь Пластунівського куреня.

## Етимологія назвипластун
За Я. Г. Кухаренком: «… імъ прихо́дилось міси́ть грязь, … сирічъ пла́стать, то й прозвались пластуна́ми».
В. Я. Червінський подає іншу версію походження назви: «Слово пластун виникло від слова „пласт“ і означало людину, котрій доводилось в більшості випадків працювати повзком, лежати пластом»
Слово пластати згадується ще в давніх билинах у значенні «рубати, різати ворога». Тому слово «пластуни» могло використовуватися на Запоріжжі у значенні «рубаки», «різуни».

## Бойові мистецтва пластунів
Бойовим мистецтвом пластунів є спосіб непомітного підповзання до цілі. В багатьох арміях і сьогодні використовується та називається «по-пластунськи». Самі пластуни образно тлумачили назву свого бойового мистецтва як: «вовча паща, лисячий хвіст».

## Пам'ять
- На честь пластунів названо національну скаутську організацію України «Пласт».
- В Севастополі на честь пластунів, учасників оборони міста під час Кримської війни, на початку XX ст. названо одну з вулиць в Корабельному районі.
- Вулиці названі на честь пластунів існують в Краснодарі, Сочі та інших містах.